# Broken Home
"Broken Home" (em português:  Lar Quebrado ou Lar Destruído) é o ségundo single do álbum Infest, lançado pela banda de nu metal Papa Roach em 2000. Enquanto "Broken Home" foi um sucesso de crítica e financeiro, não obteve a mesma atenção que o anterior single "Last Resort" conseguiu. Também foi lançado em VHS o videoclipe da música. Em 2001, o videoclipe foi indicado na categoria do Grammy Award Best Short Form Music Video, perdendo para "Learn to Fly", da banda Foo Fighters.
Em 2003 a canção entrou na trilha sonora do filme O Vingador.

## Videoclipe
Dirigido por Marcos Siega, o vídeo da música se passa na casa de infância de Jacoby Shaddix, com a performance da banda na casa ocasionalmente interrompida com flashbacks de sua infância, do nascimento à adolescência, enfocando principalmente no relacionamento conturbado de seus pais.
Está implícito que seu pai é um alcoólatra que abusa deles verbalmente e fisicamente (até mesmo em uma cena mostra ele voltando para casa bêbado em uma noite e aparentemente estuprando a mãe de Jacoby). O video varia entre as imagens flash nos tempos de relativa calma e dos abusos. O pai eventualmente sai de casa, fazendo com que a mãe fique abalada. Ao final da canção, a banda esta literalmente quebrando a casa, destruindo o interior com os seus instrumentos.

## Faixas
CD Single
| N.º | Título                        | Duração |  |
| 1.  | "Broken Home" (Album Version) | 3:44    |  |
| 2.  | "Broken Home" (Radio Version) | 3:28    |  |

CD Maxi-single
| N.º | Título                           | Duração |  |
| 1.  | "Broken Home" (Album Version)    | 3:41    |  |
| 2.  | "Broken Home" (Revised Edit)     | 3:28    |  |
| 3.  | "Last Resort" (Album Version)    | 3:19    |  |
| 4.  | "Broken Home" (Video/LP Version) | 3:46    |  |

CD Maxi-single #2
| N.º | Título                           | Duração |  |
| 1.  | "Broken Home" (Album Version)    | 3:45    |  |
| 2.  | "Broken Home" (Radio Version)    | 3:30    |  |
| 3.  | "Never Enough" (Live)            | 3:29    |  |
| 4.  | "Broken Home" (Enhanced Version) |         |  |

## Posições nas paradas musicais
| Parada musical (2000/2001)                  | Melhor posição |
| ------------------------------------------- | -------------- |
| Alemanha (Germany Top 100 Singles)          | 34             |
| Áustria (Ö3 Austria Top 40)                 | 42             |
| Estados Unidos (Alternative Songs)          | 9              |
| Estados Unidos (Hot Mainstream Rock Tracks) | 18             |
| Suíça (Schweizer Hitparade)                 | 96             |